# أبو ليلى
فيصل عبدي بلال سعدون (1984 - 5 يونيو 2016)، المعروف على نطاق واسع باسم أبو ليلى كان قائداً في الجيش السوري الحر وقوات سوريا الديمقراطية. يعتبره الكثيرون بطلاً قوميا للأكراد في خضم الحملة الكردية في سوريا. ولد أبو ليلى بالقرب من عين العرب لأبوين أحدهما كردي والآخر عربي. توفي في مستشفى في السليمانية، إقليم كردستان، العراق. نتجت وفاته عن رصاصة قناص في الرأس أصيب بها في قرية أبو قلقل خلال هجوم ضد تنظيم الدولة الإسلامية في منبج في 5 يونيو 2016. وكان وقت وفاته قائداً بارزاً في قوات سوريا الديمقراطية.

## النشأة
نشأ أبو ليلى في منبج وكان قبل الحرب الأهلية السورية يعمل ميكانيكي سيارات. كان متزوجا وله أربع بنات.

## الحرب الأهلية السورية

### التمرد ضد الحكومة وصعود تنظيم الدولة الإسلامية (2012–14)
منذ بداية الحرب الأهلية السورية عام 2011، شارك أبو ليلى في الاحتجاجات ضد الحكومة السورية. وفي نهاية عام 2012 انضم إلى مقاتلي الجيش السوري الحر وأصبح قائداً في لواء سوريا الحرة. شارك في القتال ضد الجيش العربي السوري التابع لحكومة بشار الأسد في حلب (الأشرفية، الشيخ مقصود، مدينة حلب القديمة)، في محافظة اللاذقية، وشمال الرقة في عين عيسى. وبين نهاية عام 2012 وبداية عام 2013، شارك في تأسيس لواء جبهة الأكراد، الذي كان آنذاك جزءاً من لواء سوريا الحرة. وبعد مرور بعض الوقت، انفصلت جبهة الأكراد عن لواء سوريا الحرة لتصبح جماعة متمردة مستقلة بسبب الخلافات الداخلية والسلوك المتعصب الذي أظهرته المجموعة تجاه الأكراد في سوريا.
وفي عام 2013، قاد أبو ليلى وحدة صغيرة في لواء الجبهة الكردية وشارك في عمليات اغتيال ضد تنظيم الدولة الإسلامية في العراق والشام في منبج وجرابلس. وفي أبريل 2014، قاموا بتأسيس كتيبة شمس الشمال بالقرب من منبج.

### الصعود إلى الشهرة في عين العرب (2014)
وجد أبو ليلى نفسه محاصرًا بكتيبته في مدينة عين العرب السورية من سبتمبر 2014. أثناء الحصار، اكتسب اهتمامًا واسعًا على الإنترنت بعد أن أنقذ مقاتلًا من الدولة الإسلامية من تحت الأنقاض. وأصيب خلال الحصار سبع مرات، منها مرة واحدة في 29 نوفمبر 2014 عندما نقل إلى تركيا للعلاج، لكنه عاد لقيادة كتيبته مع وحدات حماية الشعب والبيشمركة. تمكنو من كسر حصار المدينة في يناير 2015 بعد 112 يومًا من القتال بمساعدة أكثر من 600 غارة جوية من قبل التحالف الذي تقوده الولايات المتحدة الأمريكية.

### بعد عين العرب (2015–16)
وعلى الرغم من أنه قرر الاستقالة من منصبه كقائد في أوائل عام 2015، إلا أنه غير رأيه وانضم إلى هجوم تل أبيض والحسكة عام 2015، وكان من مؤسسي قوات سوريا الديمقراطية. وشارك مع كتيبته في الهجمات الناجحة على عين عيسى والشدادة وصرين وسد تشرين في كانون الأول/ديسمبر 2015. شارك في تأسيس مجلس منبج العسكري، وفي عام 2016 نشط مع كتيبته في المنطقة المحيطة بسد تشرين ومنبج.

### الموت والإرث

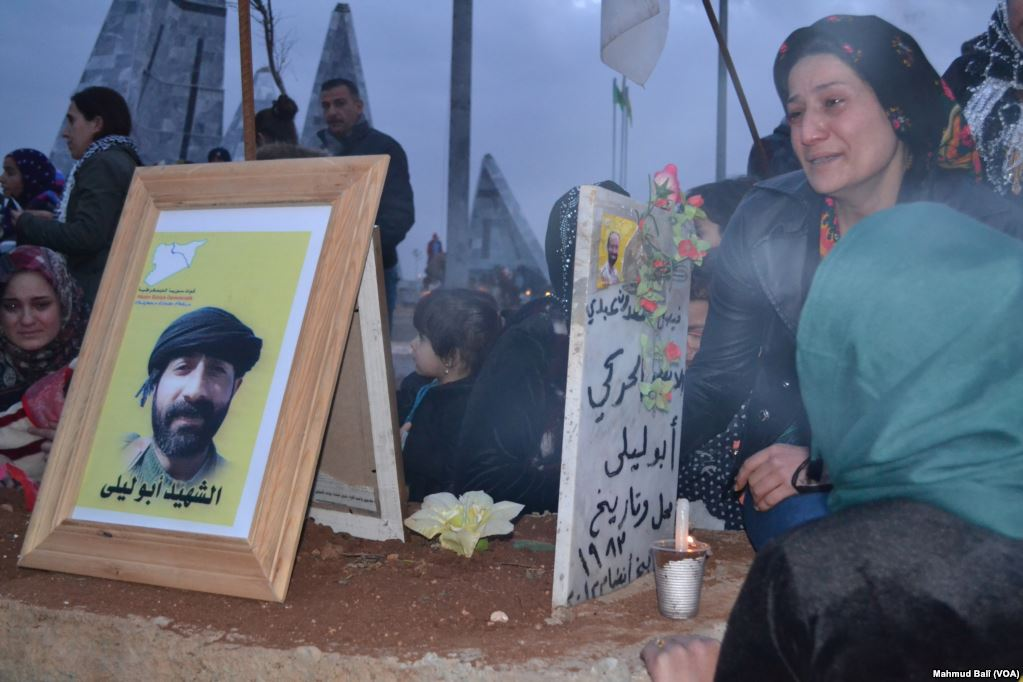
قبر أبو ليلى في مقبرة الشهداء في كوباني

توفي أبو ليلى في 5 يونيو/حزيران 2016، بعد إصابته في الرأس برصاصة قناص من تنظيم الدولة الإسلامية يوم الجمعة 3 يونيو/حزيران، في ريف جنوب منبج، سوريا. نُقل بمروحية عسكرية أمريكية إلى مستشفى في السليمانية بكردستان العراق، لكن الأطباء لم يتمكنوا من إخراج الرصاصة من رأسه ومنع حدوث نزيف داخلي في الدماغ. أقيمت مراسم تشييع كبيرة لأبي ليلى في مقبرة الشهداء في عين العرب. حضر الجنازة قادة آخرون من قوات سوريا الديمقراطية والجيش السوري الحر، منهم عبد الستار الجادر ومحمد أحمد من كتائب جرابلس الفرات وعبد الكريم عبيد من لواء التحرير.
أطلقت قوات سوريا الديمقراطية على العملية ضد تنظيم الدولة الإسلامية في منبج اسم "عملية الشهيد أبو ليلى" تخليدا لذكراه.
ألقى تنظيم الدولة الإسلامية القبض على شقيقه يوسف أبو سعدون في 4 يوليو، في نفس العملية بالقرب من منبج. وذكرت شبكة روداو الإعلامية الكردية أن اسمه يوسف باب عزيز، وهو أب لخمسة أطفال يبلغ من العمر 42 عامًا. وبحسب رووداو، قال أحد أقارب عزيز لوكالات الأنباء إنهم لم يعرفوا أن تنظيم الدولة الإسلامية قد أسر عزيز حتى رأوا اللقطات التي نشرت الليلة الماضية. وضع يوسف بندقية أبي ليلى على كتفه وقرر الذهاب إلى منبج لمحاربة داعش. لكنه اختفى فور خروجه من كوباني باتجاه منبج. وقال جلال أحمد، ابن عم عزيز: بحثنا عنه كثيراً، لكننا لم نتمكن من فعل أي شيء.